# ウォルター少年と、夏の休日
『ウォルター少年と、夏の休日』（Secondhand Lions）は、2003年に制作されたアメリカ映画。

## ストーリー
1960年代初頭のテキサス。14歳のウォルターは、だらしない母親メイの勝手な都合で大伯父さんたちの家に預けられる。
祖母の兄弟であるハブとガースは40年間も消息を絶っていたが、最近になって出所不明の莫大な金を持って帰ってきたらしい。
メイは、2人の金の隠し場所をウォルターに突き止めさせ、あわよくば、子供も相続人もいない2人がウォルターを気に入って遺産を遺してくれることを期待していたのだ。
そんな強欲な母親に辟易しながらも仕方なく大伯父さんの家にとどまるウォルター。
電話もなければテレビもない家に暮らす大伯父さんたちは、莫大な金を目当てにやってくるセールスマンたちをショットガンで脅して追い払うことを楽しみにしているような変わり者。そんな大伯父さんたちにウォルターは唖然とするばかり。
大伯父さんの家で過ごす最初の夜、ウォルターは寝室で美しい女性の写った1枚の古い写真を見つける。そしてハブが寝巻きのまま夢遊病のように庭で奇妙な行動をとる姿を目撃する。
いぶかしがるウォルターに、ガースは2人の若き日の冒険とハブの情熱的な恋について話して聞かせる。

## スタッフ
- 監督 : ティム・マッキャンリース
- 製作 : デイヴィッド・カーシュナー、スコット・ロス、コーリー・シニーガ
- 製作総指揮 : ジャニス・ロスバード・チャスキン、ケヴィン・クーパー、トビー・エメリッヒ、マーク・カウフマン、カレン・ループ
- 脚本 : ティム・マッキャンリース
- 撮影 : ジャック・N・グリーン
- 音楽 : パトリック・ドイル
- 美術 : デイヴィッド・ジェイ・ボンバ
- 編集 : デイヴィッド・モリッツ
- 衣装（デザイン） : ゲイリー・ジョーンズ

## 登場人物
ウォルター
父親がいない14歳の少年。
メイ
ウォルターの母親。だらしない性格で強欲。一人っ子。マッケーン兄弟の財産目当てにウォルターを二人に預ける。
ハブ・マッケーン
無愛想な老人。ウォルターの祖母の兄弟。ガースの兄。
ガース・マッケーン
変わり者の老人。ウォルターの祖母の兄弟。ハブの弟。
ジャスミン
ハブの恋人。

## キャスト
| 役名                   | 俳優                              | 日本語吹替                                                         | 日本語吹替                                                                     |
| 役名                   | 俳優                              | ソフト版                                                           | テレビ東京版                                                                   |
| ---------------------- | --------------------------------- | ------------------------------------------------------------------ | ------------------------------------------------------------------------------ |
| ウォルター             | ハーレイ・ジョエル・オスメント    | 内山昂輝                                                           | 本田貴子                                                                       |
| ハブ・マッケーン       | ロバート・デュヴァル              | 堀勝之祐                                                           | 大塚周夫                                                                       |
| ガース・マッケーン     | マイケル・ケイン                  | 小林修                                                             | 中村正                                                                         |
| メイ（ウォルターの母） | キーラ・セジウィック              | 佐藤しのぶ                                                         | 唐沢潤                                                                         |
| スタン                 | ニッキー・カット                  | 田中正彦                                                           | 相沢正輝                                                                       |
| 大人になったウォルター | ジョシュ・ルーカス                | 木下浩之                                                           | 咲野俊介                                                                       |
| ラルフ                 | マイケル・オニール                | 小室正幸                                                           |                                                                                |
| ヘレン                 | ディードル・オコンネル （英語版） | 宮寺智子                                                           | 雨蘭咲木子                                                                     |
| シーク（族長）の孫息子 | エリック・バルフォー              |                                                                    | 桐本拓哉                                                                       |
| 若き日のハブ           | クリスチャン・ケイン              | 相沢正輝                                                           |                                                                                |
| 若き日のガース         | ケヴィン・ハベラー                |                                                                    |                                                                                |
| ジャスミン             | エマニュエル・ヴォージア          | 笹森亜希                                                           |                                                                                |
| シーク（族長）         | アダム・オズターク                |                                                                    |                                                                                |
| マーサ                 | ジェニファー・ストーン            |                                                                    |                                                                                |
| その他声の出演         | その他声の出演                    | 西村知道 成田剣 菊池いづみ 望月健一 里見圭一郎 豊川功弘 木川絵理子 | 後藤敦 長克巳 柳沢栄治 植倉大 大塚智則 東城光志 鍋田カホル 水上さや香 米村千冬 |
| 日本語版制作スタッフ   |                                   |                                                                    |                                                                                |
| 演出                   | 演出                              | 安江誠                                                             | 田島荘三                                                                       |
| 翻訳                   | 翻訳                              | 高間俊子                                                           | 高間俊子                                                                       |
| 調整                   | 調整                              | 小山雄一郎                                                         | 小山雄一郎                                                                     |
| 効果                   | 効果                              |                                                                    | リレーション                                                                   |
| 制作                   | 制作                              | グロービジョン                                                     | グロービジョン                                                                 |
| 初回放送               | 初回放送                          |                                                                    | 2006年7月27日 『木曜洋画劇場』                                                 |

## ノベライズ
- 『ウォルター少年と、夏の休日』（竹書房、著 : ティム・マッキャンリース、翻訳 : 酒井紀子）

## その他
冒頭と終盤でハブとガースが操縦する複葉機はボーイング・ステアマン モデル75で、劇中では第一次世界大戦時の機体とされているが、実際には1934年に初飛行した機種である。撮影に使用された機体は、撮影時と同じ塗装のままテキサス州のローン・スター航空博物館に展示されている。